# Tolhuaca
Tolhuaca is een geslacht van schietmotten uit de familie Glossosomatidae

## Soorten
Deze lijst is mogelijk niet compleet.
- T. brasiliensis DR Robertson & RW Holzenthal, 2005
- T. cupulifera F Schmid, 1964